# Gutshaus Siethen

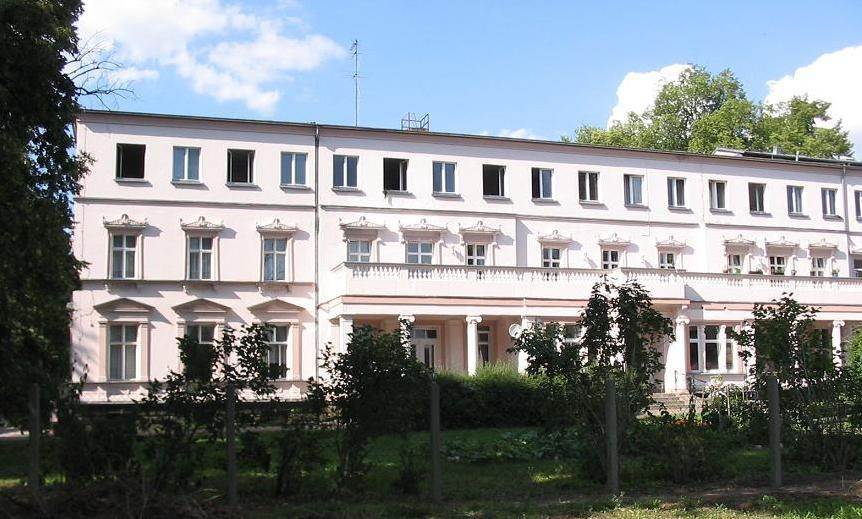
Gutshaus Siethen, Parkseite

Das Gutshaus Siethen (offizielle Bezeichnung in der Landesdenkmalliste Gutsanlage, bestehend aus Herrenhaus (Potsdamer Chaussee 11), Gutspark sowie Wirtschaftshof (Siethener Dorfstraße 2) mit Verwalterhaus, Schuppen, Rinderstall, Taubenhaus und Hofmauer) ist ein denkmalgeschütztes Herrenhaus in Siethen, einem Ortsteil der Stadt Ludwigsfelde im Landkreis Teltow-Fläming im Land Brandenburg.

## Lage
Die Landstraße 795 führt von Norden kommend in südlicher Richtung durch den Ort. Von ihr zweigt die Landstraße 793 als Siethener Dorfstraße in westlicher Richtung ab. Das Gutshaus steht nordwestlich dieser Kreuzung auf einem Grundstück, das mit einer Mauer eingefriedet ist. Südwestlich befindet sich die Dorfkirche Siethen.

## Geschichte
Die Historie des Herrensitzes Siethen beginnt nach Ernst Fidicin spätestens mit dem Ritter Heinrich von Gröben, der selbst auch in Siethen gewohnt hat. Anfang des 15. Jahrhunderts geht der alte Besitz für lange Zeit an die Familie von Schlabrendorf(f) über. Nachfolgend wechselt der Eigentümer häufiger. Im Jahr 1879 musste der damalige Besitzer der Gutsanlage, Karl von Jagow, das Anwesen für 180.000 Taler an den Berliner Kaufmann Hermann Badewitz verkaufen. Ein Jahr später ließ er ein vorhandenes Gutshaus im Stil der Neorenaissance umbauen. Ebenso wurde der zum Gut gehörende Landschaftspark erweitert und umgestaltet. Nach seinem Tod im Jahr 1897 wurde das Bauwerk von seinem Sohn, Gottfried Badewitz, im Jahr 1898 nochmals erweitert. Er beauftragte den Berliner Architekten Franz Schwechten mit der Ausarbeitung der Pläne. Das zuvor neunachsige Gebäude besaß nun 17 Achsen. Gottfried Badewitz wurde 1914 in den Adelsstand erhoben.
Noch im Zweiten Weltkrieg wurde das Gebäude als Lazarett, später als Flüchtlingsheim und Jugend- bzw. Kinderheim genutzt. Im Jahr 1952 wurde daher umfangreiche Umbaumaßnahmen durchgeführt, um das Gebäude an die neuen Nutzungsbedingungen anzupassen. Das Dachgeschoss wurde aufgestockt und dabei vereinfacht. Im Jahr 1985 zog ein Jugendwerkhof in das Herrenhaus ein, der bis zur Wende bestand. Es diente anschließend als Jugendheim und wurde von der Stiftung Großes Waisenhaus zu Potsdam betrieben. 2017 erwarb die Familie von dem Knesebeck das Anwesen, sanierte es und richtete anschließend Privatwohnungen ein, die verkauft wurden.

## Baubeschreibung
Hiltrud und Carsten Preuß beschreiben das ursprüngliche Gutshaus als ein „typisch märkisches Gutshaus“. Es besaß neun Achsen auf einem erhöhten Erdgeschoss sowie einem Mezzanin, darauf ein Satteldach mit einer Fledermausgaube, die mittig über dem Eingang angebracht war. Nach dem Umbau im Jahr 1880, in einigen Quellen sogar als faktischer Neubau bezeichnet, besaß es weiterhin neun Achsen, jedoch wurde die Hofseite nun durch einen dreiachsigen Mittelrisalit betont. Anstelle des Zwischengeschosses gab es nun zwei Vollgeschosse mit Mansarddach. Oberhalb des Eingangs befand sich ein Balkon, der auf vier Säulen ruhte. Dieses Bauwerk wurde um acht Achsen erweitert und ergab nun ein „schlossartiges Herrenhaus“. Es entstanden ein neuer, großzügiger Speisesaal sowie ein neues Treppenhaus. Der Zugang erfolgte nun nicht mehr mittig, sondern durch einen ebenfalls eigens errichteten Anbau von Osten her. Nach schriftlichen Überlieferungen gab es im Gutshaus "ein vorzügliches" lebensgroßes Bildnis eines friderizianischen Offiziers in Dreiviertelfigur, Öl auf Leinwand. Selbst für die Fachleute jener Zeit blieb offen ob der Dargestellte ein von Schlabrendorff geweisen sei. Nach dem erneuten Umbau in den 1950er-Jahren besaß das Gebäude ein schlichtes Obergeschoss mit schmucklosen, hochrechteckigen Fenstern.

## Rittergut Siethen
Neben repräsentativen Aufgaben waren Gutshäuser zu allen Zeiten der Sitz des Grundbesitzers, von dort wurde ein landwirtschaftlicher Betrieb geleitet. Es war Familiensitz und zugleich Zentrum eines Rittergutes. Von 1879 bis 1929 sind in den mehrfach publizierten Adressbüchern der Gutsbesitzer, anzusehen als amtlicher Nachweis, zunächst der Königlichen Behörden, die Betriebsgrößen der Gutsbesitzungen einsehbar. Unter verschiedenen Verlagen veröffentlicht bilden sie die Hauptquelle für die Forschung. Zum Zeitpunkt kurz der Nobilitierung der Familie von Badewitz-Siethen 1914 werden für Siethen 1.232 ha aufgezeigt. Zu Siethen gehörte auch das Rittergut im benachbarten Gröben.

## Gutspark
Der Gutspark hatte eine Größe von ungefähr sieben Hektar und reichte bis an den Siethener See heran. Dort war ein tribünenartiger Vorbau, der Schöne Aussicht genannt wurde, weiterhin ein Badehäuschen mit einem Steg. Im Park wuchsen zahlreiche, freistehende Bäume, darunter Platanen, eine Blutbuche sowie zahlreiche Eichen. Lt. dem 1941 veröffentlichten Kunstdenkmäler-Band des Kreises Teltow soll im Siethener Park ein Grabstein für Charlotte Dorothea Freiin von Berdy, geborene Freiin von Keller (1760–1807), gestanden haben. Der Park gehört nun nach der Wende der Berliner Stadtgutliegenschafts-Management GmbH & Co. Grundstücks KG (BSGM), die auch den See bewirtschaftet.